# Subsecretaría de Sanidad
La Subsecretaría de Sanidad es la Subsecretaría del Ministerio de Sanidad, encargada del control del personal del ministerio, del departamento jurídico y del departamento económico-financiero. Además, es el órgano que gestiona los servicios comunes y el que controla todo el ámbito tecnológico del ministerio.

## Historia

### Época temprana
La Subsecretaría de Sanidad se crea en septiembre de 1933 con el nombramiento de José Estadella Arnó como primer subsecretario de Sanidad y Beneficencia. Las competencias sanitarias se habían encontrado encuadradas en el Ministerio de la Gobernación durante décadas, hasta que en diciembre de 1933 pasan al Ministerio de Trabajo, que pasa a denominarse Ministerio de Trabajo, Sanidad y Provisión a través de la Subsecretaría de Sanidad y Provisión. Esta subsecretaría se estructuraba a través de dos direcciones generales, una de Sanidad y otra de Beneficencia y una Secretaría Técnica.
A partir del 16 de marzo de 1934 se denominó Subsecretaría de Sanidad y Asistencia Pública y en octubre de 1935 volvió a adoptar su denominación tradicional de Beneficencia y mantuvo sus dos órganos. Por Decreto de 29 de septiembre de 1936, se renombró a Subsecretaría de Sanidad y Asistencia Social y la Dirección General de Beneficencia a Dirección General de Asistencia Social.
En noviembre de 1936 se creó por primera vez un Ministerio de Sanidad independiente, renombrado a los pocos días como Ministerio de Sanidad y Asistencia Social, asumiendo la subsecretaría ahora llamada simplemente «de Sanidad». Ese mismo mes, se otorgó al subsecretario las vicepresidencias de los recién creados Consejos Nacionales de Sanidad y de Asistencia Social y se creó la Secretaría Técnica General de Sanidad que, al suponer una duplicación de la Secretaría Técnica, esta última fue suprimida en enero de 1937. Brevemente a principios de 1937, recuperó la denominación de «Sanidad y Asistencia Social».
El Ministerio de Sanidad se suprime en mayo de 1937, pasando la subsecretaría de Sanidad (sin asistencia social, que se transfirieron a Trabajo) al Ministerio de Instrucción Pública y Bellas Artes. Al mes siguiente se crea en la subsecretaría la Dirección General de Luchas Sanitarias. En plena guerra, se suprimen los consejos cuya vicepresidencia ostentaba el subsecretario por ineficaces y, además de la dirección general de Luchas Sanitarias, la subsecretaría se organiza mediante una Inspección general de Nosocomios, para coordinar la reorganización de todos los establecimientos hospitalarios y sanatoriales dependientes del Ministerio; un Departamento Central de Propaganda y Divulgación Sanitarias, un Secretariado Técnico General y una Delegación ministerial en Madrid. En agosto se crea la Inspección general de Industrias químico-farmacéuticas y anejas, en octubre la Inspección General de Asistencia Médica, y en noviembre se adscriben a la subsecretaría el Servicio Médico Escolar.
En noviembre de 1937 la subsecretaría realizó una vacunación masiva en el bando republicano contra la viruela, la fiebre tifoidea y la difteria. En enero de 1938 la subsecretaría asumió directamente las funciones de la Junta de Sanidad Internacional y en febrero las funciones relativas a la lucha contra el paludismo. En agosto de 1938 se recuperó la Dirección General de Sanidad y en noviembre se creó la Subintendencia General de Sanidad Civil.
Finalmente la victoria del fascismo reintegró las competencias sanitarias en el Ministerio de la Gobernación.

### Época tardía
Con la llegada de la democracia, se recuperó el Ministerio de Sanidad y con él la subsecretaría, que adquirió un carácter más administrativo, haciéndose cargo del manejo diario del ministerio: recursos humanos, obras, mantenimiento, servicios comunes, atención al ciudadano, ingresos y gastos, presupuestos, etc. Desde 1977, la subsecretaría ha recibido numerosas denominaciones; entre 1977 y 1981 se denominó Subsecretaría de Sanidad y Seguridad Social, siendo suprimida y sus funciones asumidas por la Secretaría de Estado de la Seguridad Social, se recuperó a finales de 1981 y se denominó Subsecretaría de Sanidad y Consumo, manteniéndose como tal hasta el año 2009 cuando se renombró Subsecretaría de Sanidad y Política Social. En 2010 volvió a cambiar su nombre a Subsecretaría de Sanidad, Política Social e Igualdad pero de forma breve, puesto que desde 2011 y hasta 2018 se llamó Subsecretaría de Sanidad, Servicios Sociales e Igualdad. Entre 2018 y 2020 se denominó Subsecretaría de Sanidad, Consumo y Bienestar Social y, en 2020, se simplificó a Subsecretaría de Sanidad.

## Estructura y funciones
De la Subsecretaría dependen los siguientes órganos directivos, a través de los cuales ejerce sus funciones:
- La Secretaría General Técnica.
- El Gabinete Técnico, que tiene como funciones el desarrollo de tareas de apoyo y asesoramiento directo al subsecretario, así como la coordinación de los órganos con nivel orgánico de subdirección general directamente dependientes de la Subsecretaría, y el desarrollo de las funciones de Unidad de Igualdad del Ministerio.
- La Subdirección General de Recursos Humanos, a la que corresponde la gestión del personal funcionario, estatutario y laboral del Departamento, la elaboración de las relaciones de puestos de trabajo, el anteproyecto de oferta de empleo público y los planes de empleo, y la convocatoria y resolución de las pruebas selectivas del personal funcionario y laboral y los concursos de personal funcionario del Departamento y de sus organismos autónomos; la formación y promoción del personal, la asistencia social y las relaciones con la junta de personal y con el comité de empresa, así como la seguridad e higiene en el trabajo, y también el régimen económico y de control de los gastos de personal y la habilitación de éstos.
- La Subdirección General de Gestión Económica y Oficina Presupuestaria, a la que corresponde la elaboración y tramitación del anteproyecto de presupuesto del Departamento y de sus organismos, de las modificaciones presupuestarias del Departamento y las que correspondan de los organismos adscritos, así como el informe y asistencia técnica en materia presupuestaria y las funciones encomendadas a las oficinas presupuestarias; y la gestión económico-financiera y de tesorería de los créditos presupuestarios del Departamento; las funciones de habilitación y pagaduría; la tramitación de los expedientes de contratación y demás expedientes de gasto no atribuidos a otros órganos del Departamento, así como la programación y contabilización previa de los créditos presupuestarios.
- La Subdirección General de Atención a la Ciudadanía e Inspección General de Servicios, a la que le corresponden las funciones que la Ley de Transparencia de 2013 asigna al Ministerio, así como las relaciones con la ciudadanía, el establecimiento de mecanismos de comunicación en este ámbiuto, y la evaluación de las política públicas y la inspección general de servicios. También gestiona la publicidad institucional y las acciones informativas y divulgativas.
- La Subdirección General de Planificación y Coordinación de Fondos Europeos, a la que le corresponde la gestión de los fondos provenientes de la Unión Europea, así como la supervisión de su aplicación y revisión.
- La División de Tecnologías de la Información, a la que le corresponde las competencias transversales sobre transformación digital, digitalización y tecnologías de la información y la comunicación, en coordinación con la Dirección General de Salud Digital y Sistemas de Información para el Sistema Nacional de Salud.
- La División de Asuntos Generales y Oficialía Mayor, a la que le corresponde la dirección, impulso y gestión en el Departamento de los servicios generales y de régimen interior, de la seguridad, del patrimonio, de las obras y de los servicios técnicos de mantenimiento, el equipamiento de las Unidades, la elaboración y actualización del inventario de bienes muebles, la gestión y ejecución de los planes de autoprotección de los inmuebles donde preste el servicio de mantenimiento, así como la planificación y seguimiento de la ejecución de los contratos relativos a estas materias.

### Organismos adscritos
- La Abogacía del Estado en el Departamento.
- La Intervención Delegada de la Intervención General de la Administración del Estado en el Departamento.

## Presupuesto
La Subsecretaría del Ministerio de Sanidad tiene un presupuesto asignado de 40 424 270 € para el año 2023. De acuerdo con los Presupuestos Generales del Estado de 2022, la Subsecretaría participa en un único programa:
| Nº Programa                           | Programa                                                                           | Dotación     | Ref.   |
| ------------------------------------- | ---------------------------------------------------------------------------------- | ------------ | ------ |
| 311M                                  | Dirección y Servicios Generales de Sanidad                                         | 33 564 550 € | [ 21 ] |
| 311M                                  | Dirección y Servicios Generales de Sanidad a través del Secretaría General Técnica | 6 859 720 €  | [ 21 ] |
| Total presupuesto de la Subsecretaría | Total presupuesto de la Subsecretaría                                              | 40 424 270 € |        |

## Lista de subsecretarios

### Época segundo republicana
- José Estadella Arnó (septiembre-diciembre 1933)
  - José María Gutiérrez Barreal. De forma interina en noviembre de 1933 por enfermedad del titular.
- José Pérez Mateos (1933-1934)
- Manuel Bermejillo Martínez (1934-1935)
- Enrique Bardají López (abril-mayo 1935)
- Manuel Bermejillo Martínez (mayo-diciembre 1935)
- Vicente Alvarez Rodríguez-Villamil (1935-1936)
- Santiago Ruesta (enero-febrero 1936)
- Cándido Bolívar Pieltáin (febrero-mayo 1936)
- José Tomás Piera (mayo-septiembre 1936)
- Jaime Aguadé Miró (septiembre-noviembre 1936)
- Mercedes Maestre Martí (1936-1937)
- Félix Martí Ibáñez (enero-febrero 1937)
- José Mestres Puig (febrero-mayo 1937)
- Juan Planelles Ripoll (1937-1938)
- José Mestres Puig (abril-diciembre 1938)
- Horacio Martínez Prieto (1938-1939)
- Francisco Trigo Domínguez (febrero-abril 1939)

### Época actual
- Victorino Anguera Sansó (1977-1978)
- José Javier Viñes Rueda (febrero-abril 1979)
- Eloy Ybáñez Bueno (1979-1980)
- José Barea Tejeiro (1980-1981) - Secretario de Estado para la Seguridad Social pero asumiendo las funciones de la subsecretaría.[22]
- Luis Valenciano Clavel (1981-1982)
- Pedro Sabando Suárez (1982-1985)
- Carlos Hernández Gil (1985-1988)
- José Luis Fernández Noriega (1988-1991)
- Ángeles Amador (1991-1993)
- José Conde Olasagasti (1993-1994)
- José Luis Temes Montes (1994-1996)
- Enrique Castellón Leal (1996-2000)
- Julio Sánchez Fierro (2000-2002)
- Pablo Vázquez Vega (2002-2004)
- Fernando Puig de la Bellacasa y Aguirre (2004-2007)
- Consuelo Sánchez Naranjo (2007-2009)
- Antonio José Hidalgo López (2009-2010)
- Leandro González Gallardo (2010-2011)
- María Jesús Fraile Fabra (2011-2018)
- Justo Herrera Gómez (junio-octubre 2018)
- Alfredo González Gómez (2018-2019)
- Carlos Hernández Claverie (2019-2020)[23]
- Alberto Herrera Rodríguez (2020-2021)
- Francisco Hernández Spínola (febrero-diciembre 2021)[24]
- Dionisia Manteca Marcos (2021-2023)[25]
- Octavio Rivera Atienza (2023)[26]
- Ana María Sánchez Hernández (2023-presente)[27]